# Distoleon voeltzkowi
Distoleon voeltzkowi är en insektsart som först beskrevs av Van der Weele 1909.  Distoleon voeltzkowi ingår i släktet Distoleon och familjen myrlejonsländor. Inga underarter finns listade i Catalogue of Life.